# First Division 1902-1903
La First Division 1902-1903 è stata la 15ª edizione della massima serie del campionato inglese di calcio, disputato tra il 1º settembre 1902 e il 27 aprile 1903 e concluso con la vittoria dello Sheffield Weds, al suo primo titolo.
Capocannoniere del torneo è stato Sam Raybould (Liverpool) con 31 reti.

## Squadre partecipanti
| Club              | Stagione | Città               | Stadio               | Stagione precedente                   |
| ----------------- | -------- | ------------------- | -------------------- | ------------------------------------- |
| Aston Villa       | dettagli | Birmingham          | Villa Park           | 8º posto in First Division            |
| Blackburn         | dettagli | Blackburn           | Ewood Park           | 4º posto in First Division            |
| Bolton            | dettagli | Bolton              | Burnden Park         | 12º posto in First Division           |
| Bury              | dettagli | Bury                | Gigg Lane            | 7º posto in First Division            |
| Derby County      | dettagli | Derby               | Baseball Ground      | 6º posto in First Division            |
| Everton           | dettagli | Liverpool           | Goodison Park        | 2º posto in First Division            |
| Grimsby Town      | dettagli | Grimsby             | Blundell Park        | 15º posto in First Division           |
| Liverpool         | dettagli | Liverpool           | Anfield              | 11º posto in First Division           |
| Middlesbrough     | dettagli | Middlesbrough       | Linthorpe Road       | 1º posto in Second Division, promosso |
| Newcastle Utd     | dettagli | Newcastle upon Tyne | St James' Park       | 3º posto in First Division            |
| Nottingham Forest | dettagli | Nottingham          | City Ground          | 5º posto in First Division            |
| Notts County      | dettagli | Nottingham          | Trent Bridge         | 13º posto in First Division           |
| Sheffield Utd     | dettagli | Sheffield           | Bramall Lane         | 10º posto in First Division           |
| Sheffield Weds    | dettagli | Sheffield           | Hillsborough Stadium | 9º posto in First Division            |
| Stoke City        | dettagli | Stoke-on-Trent      | Victoria Ground      | 16º posto in First Division           |
| Sunderland        | dettagli | Sunderland          | Roker Park           | 1º posto in First Division            |
| West Bromwich     | dettagli | West Bromwich       | The Hawthorns        | 1º posto in Second Division, promosso |
| Wolverhampton     | dettagli | Wolverhampton       | Molineux Stadium     | 14º posto in First Division           |

## Classifica finale
|       | Pos. | Squadra           | Pt | G  | V  | N | P  | GF | GS | Med   |
| ----- | ---- | ----------------- | -- | -- | -- | - | -- | -- | -- | ----- |
|       | 1.   | Sheffield Weds    | 42 | 34 | 19 | 4 | 11 | 54 | 36 | 1.500 |
|       | 2.   | Aston Villa       | 41 | 34 | 19 | 3 | 12 | 61 | 40 | 1.525 |
|       | 3.   | Sunderland        | 41 | 34 | 16 | 9 | 9  | 51 | 36 | 1.417 |
|       | 4.   | Sheffield Utd     | 39 | 34 | 17 | 5 | 12 | 58 | 44 | 1.318 |
|       | 5.   | Liverpool         | 38 | 34 | 17 | 4 | 13 | 68 | 49 | 1.388 |
|       | 6.   | Stoke City        | 37 | 34 | 15 | 7 | 12 | 46 | 38 | 1.211 |
|       | 7.   | West Bromwich     | 36 | 34 | 16 | 4 | 14 | 54 | 53 | 1.019 |
| [ 2 ] | 8.   | Bury              | 35 | 34 | 16 | 3 | 15 | 54 | 43 | 1.256 |
|       | 9.   | Derby County      | 35 | 34 | 16 | 3 | 15 | 50 | 47 | 1.064 |
|       | 10.  | Nottingham Forest | 35 | 34 | 14 | 7 | 13 | 49 | 47 | 1.043 |
|       | 11.  | Wolverhampton     | 33 | 34 | 14 | 5 | 15 | 48 | 57 | 0.842 |
|       | 12.  | Everton           | 32 | 34 | 13 | 6 | 15 | 45 | 47 | 0.957 |
|       | 13.  | Middlesbrough     | 32 | 34 | 14 | 4 | 16 | 41 | 50 | 0.820 |
|       | 14.  | Newcastle Utd     | 32 | 34 | 14 | 4 | 16 | 41 | 51 | 0.804 |
|       | 15.  | Notts County      | 31 | 34 | 12 | 7 | 15 | 41 | 49 | 0.837 |
|       | 16.  | Blackburn         | 29 | 34 | 12 | 5 | 17 | 44 | 63 | 0.698 |
|       | 17.  | Grimsby Town      | 25 | 34 | 8  | 9 | 17 | 43 | 62 | 0.694 |
|       | 18.  | Bolton            | 19 | 34 | 8  | 3 | 23 | 37 | 73 | 0.507 |

Legenda:
      Campione d'Inghilterra.
      Retrocessa in Second Division.
Regolamento:
Due punti a vittoria, uno a pareggio, zero a sconfitta.
A parità di punti le squadre venivano classificate secondo il quoziente reti.

## Risultati

### Tabellone
|                   | Ast  | Bla  | Bol  | Bry  | Der  | Eve  | Gri  | Liv  | Mid  | New  | NmF  | NtC  | ShU  | ShW  | Sto  | Sun  | WBA  | Wol  |
| ----------------- | ---- | ---- | ---- | ---- | ---- | ---- | ---- | ---- | ---- | ---- | ---- | ---- | ---- | ---- | ---- | ---- | ---- | ---- |
| Aston Villa       | –––– | 5-0  | 4-2  | 2-2  | 0-0  | 2-1  | 2-2  | 1-2  | 5-0  | 7-0  | 3-1  | 2-1  | 4-2  | 1-0  | 2-0  | 0-1  | 0-3  | 3-1  |
| Blackburn         | 0-2  | –––– | 4-2  | 0-3  | 2-4  | 3-2  | 2-0  | 3-1  | 0-1  | 3-1  | 2-2  | 1-2  | 2-0  | 2-1  | 1-1  | 0-2  | 1-0  | 1-0  |
| Bolton            | 0-1  | 1-2  | –––– | 1-0  | 2-0  | 1-3  | 0-1  | 1-1  | 2-1  | 0-2  | 1-1  | 0-1  | 1-0  | 0-2  | 2-3  | 2-0  | 0-1  | 4-1  |
| Bury              | 0-1  | 1-1  | 3-0  | –––– | 1-0  | 4-2  | 2-1  | 3-1  | 3-1  | 1-0  | 3-1  | 3-1  | 3-1  | 4-0  | 2-1  | 3-1  | 1-2  | 4-0  |
| Derby County      | 2-0  | 1-0  | 5-0  | 2-0  | –––– | 0-1  | 2-2  | 2-1  | 3-2  | 0-0  | 0-1  | 4-1  | 1-0  | 1-0  | 2-0  | 5-2  | 1-0  | 3-1  |
| Everton           | 0-1  | 0-3  | 3-1  | 3-0  | 2-1  | –––– | 4-2  | 3-1  | 3-0  | 0-1  | 1-1  | 2-0  | 1-0  | 1-1  | 0-1  | 0-3  | 3-1  | 2-1  |
| Grimsby Town      | 0-2  | 4-1  | 1-1  | 2-1  | 4-1  | 0-0  | –––– | 3-1  | 2-2  | 1-0  | 0-1  | 1-1  | 1-2  | 0-1  | 2-2  | 2-4  | 4-0  | 1-2  |
| Liverpool         | 2-1  | 5-2  | 5-1  | 2-0  | 3-1  | 0-0  | 9-2  | –––– | 5-0  | 3-0  | 2-1  | 0-2  | 2-4  | 4-2  | 1-1  | 1-1  | 0-2  | 4-1  |
| Middlesbrough     | 1-2  | 4-0  | 4-3  | 1-1  | 3-1  | 1-0  | 2-0  | 0-2  | –––– | 1-0  | 2-0  | 2-1  | 0-2  | 2-1  | 1-1  | 0-1  | 1-1  | 2-0  |
| Newcastle Utd     | 2-0  | 1-0  | 2-0  | 1-0  | 2-1  | 3-0  | 1-0  | 1-2  | 0-1  | –––– | 0-2  | 6-1  | 0-0  | 3-0  | 5-0  | 1-0  | 1-0  | 2-4  |
| Nottingham Forest | 2-0  | 2-0  | 1-2  | 3-0  | 2-3  | 2-2  | 2-1  | 1-0  | 1-0  | 3-2  | –––– | 0-0  | 2-2  | 1-4  | 1-3  | 5-2  | 3-1  | 2-0  |
| Notts County      | 2-1  | 4-0  | 1-3  | 1-0  | 2-1  | 2-0  | 0-1  | 1-2  | 2-0  | 2-2  | 1-1  | –––– | 1-1  | 0-3  | 3-0  | 0-0  | 3-1  | 0-0  |
| Sheffield Utd     | 2-4  | 2-1  | 7-1  | 1-0  | 3-2  | 0-2  | 3-0  | 2-0  | 1-3  | 2-1  | 2-0  | 3-0  | –––– | 2-3  | 1-3  | 1-0  | 1-2  | 3-0  |
| Sheffield Weds    | 4-0  | 0-0  | 3-0  | 2-0  | 0-1  | 4-1  | 1-1  | 3-1  | 2-0  | 3-0  | 1-0  | 2-0  | 0-1  | –––– | 1-0  | 1-0  | 3-1  | 1-1  |
| Stoke City        | 1-0  | 0-2  | 2-0  | 1-0  | 2-0  | 2-0  | 1-1  | 1-0  | 0-2  | 5-0  | 3-2  | 0-2  | 0-1  | 4-0  | –––– | 1-1  | 3-0  | 3-0  |
| Sunderland        | 1-0  | 2-2  | 3-1  | 3-1  | 2-0  | 2-1  | 5-1  | 2-1  | 2-1  | 0-0  | 0-1  | 2-1  | 0-0  | 0-1  | 0-0  | –––– | 0-0  | 3-0  |
| West Bromwich     | 1-2  | 5-3  | 2-1  | 1-3  | 3-0  | 2-1  | 1-0  | 1-2  | 1-0  | 6-1  | 2-0  | 3-2  | 3-3  | 2-3  | 2-1  | 0-3  | –––– | 2-2  |
| Wolverhampton     | 2-1  | 2-0  | 3-1  | 3-2  | 3-0  | 1-1  | 3-0  | 0-2  | 2-0  | 3-0  | 2-1  | 2-0  | 1-3  | 2-1  | 1-0  | 3-3  | 1-2  | –––– |